# Riquewihr
Riquewihr (în alsaciană Rïchewïhr) este o comună franceză situată în districtul administrativ Haut-Rhin și de la 1 ianuarie 2021, pe teritoriul Colectivității Europene din Alsacia (Collectivité européenne d'Alsace), în regiunea Grand Est, Franța.
Această comună este situată în regiunea istorică și culturală Alsacia. Datorită frumuseții și atracției turistice, este unul dintre orașele remarcate de asociația Les plus beaux villages de France.

## Geografie
Riquewihr este un sat renumit din Alsacia, foarte vizitat pentru moștenirea sa arhitecturală, un oraș medieval pitoresc, ferit de distrugerea celor două războaie mondiale. Satul se află la sud de Hunawihr și Ribeauvillé, la 10 km nord de Kaysersberg, în inima podgoriilor alsaciene, pe ruta vinului din Alsacia.
Așezat la intrarea într-o vale împădurită, protejată de Schœnenbourg împotriva vântului nordic, Riquewihr are ușor vedere spre câmpia Alsaciei și oferă o priveliște magnifică asupra văii Rinului, de la Alpi până la localitatea Sélestat.
Riquewihr se află la poalele Vosgilor, la aproximativ doisprezece kilometri nord-nord-vest de Colmar. Municipiul Riquewihr face parte din Parcul Natural Regional Ballons des Vosges (Parc naturel régional des Ballons des Vosges). Localitatea este străbătută de Sembach, iar Strengbach și afluentul său Muesbach se desfășoară de-a lungul graniței de nord a municipiului într-o zonă puțin populată.
Municipalitățile învecinate sunt Beblenheim, Zellenberg, Aubure, Hunawihr, Kaysersberg Vignoble, Mittelwihr, Ribeauvillé, Kaysersberg și Kientzheim.

## Evoluția populației
În 2009 avea o populație de 1.232 de locuitori.
| An        | 1975  | 1982  | 1990  | 1999  | 2006  | 2009  | 2015  | 2022  |
| --------- | ----- | ----- | ----- | ----- | ----- | ----- | ----- | ----- |
| Populație | 1.195 | 1.045 | 1.075 | 1.212 | 1.273 | 1.232 | 1.109 | 1.004 |

## Locuri și monumente

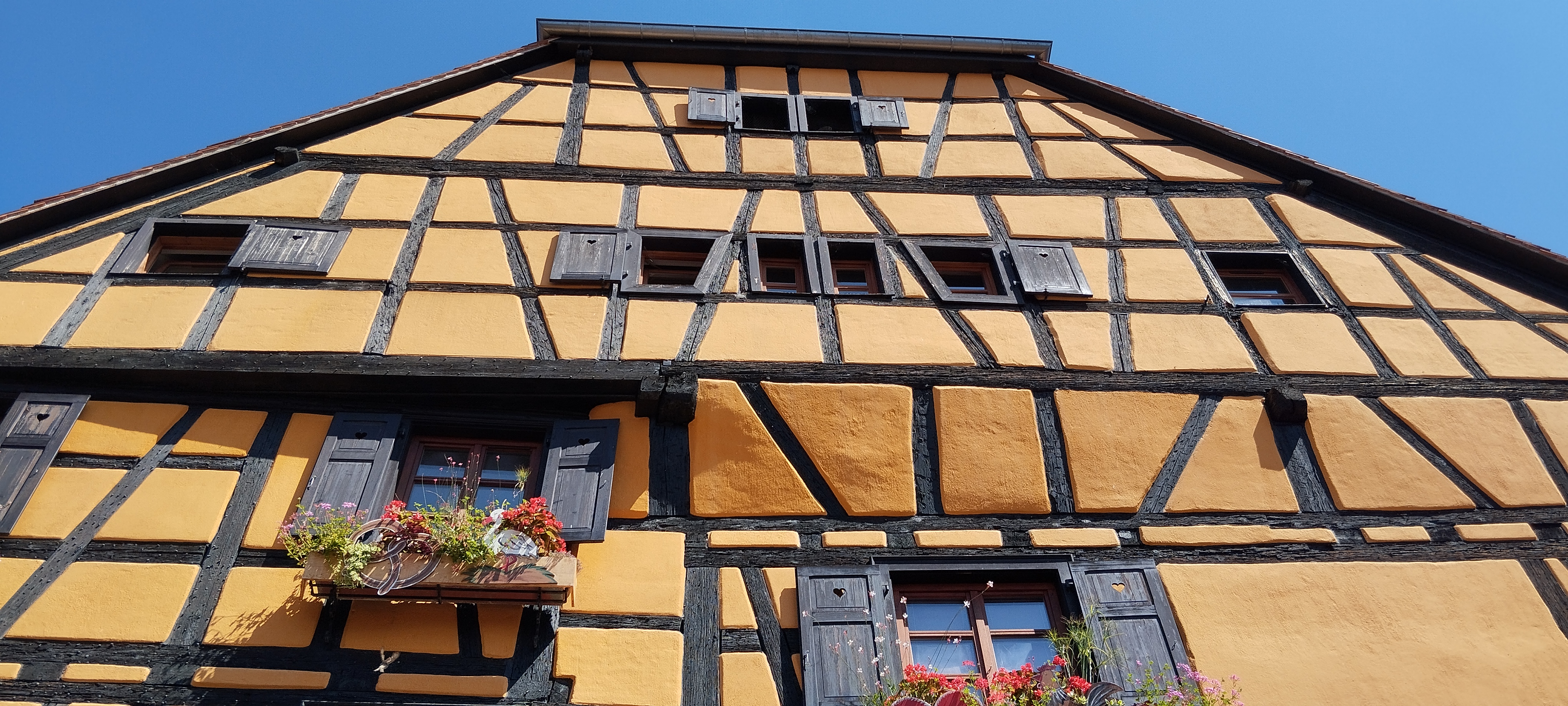
Riquewihr, fațadă din orașului vechi, Rue du Général-de-Gaulle

Pitorescul oraș Riquewihr cu străzile sale înguste pavate cu piatră cubică, medievalele case de paiantă și atmosfera sa unică este unul dintre cele mai frumoase și mai vizitate sate din Franța. Întreaga zonă urbană a orașului Riquewihr este o zonă pietonală, de-a lungul străzii principale (Rue du Général de Gaulle) veți găsi multe cafenele, magazine, restaurante și magazine de vinuri. Orașul vechi, ale cărui clădiri principale le puteți cunoaște într-un tur de oraș în Riquewihr, este complet înconjurat de un zid al orașului din 1291. Din cele patru turnuri de colț, trei se mai păstrează: Turnul Hoților, Turnul Heller și Turnul Anabaptistilor. Dolder, construcție de paiantă înaltă de 25 de metri, se ridică marcant, fiind semnul distinctiv al Riquewihrului. De la construcția sa în 1291, a servit ca turn clopotniță, turn de veghe și poartă a orașului, iar astăzi găzduiește un muzeu de istorie a orașului. Dezvoltarea armelor de foc a făcut necesară întărirea zidurilor orașului în jurul anului 1500. Un al doilea zid și Porte Haute (Poarta superioară a orașului) au fost construite pe laturile de sud, est și vest pentru a proteja orașul, care prin cultivarea viței și datorită comerțului era prosper, și la începutul secolului al XVII-lea a fost completat de redute și turnuri.

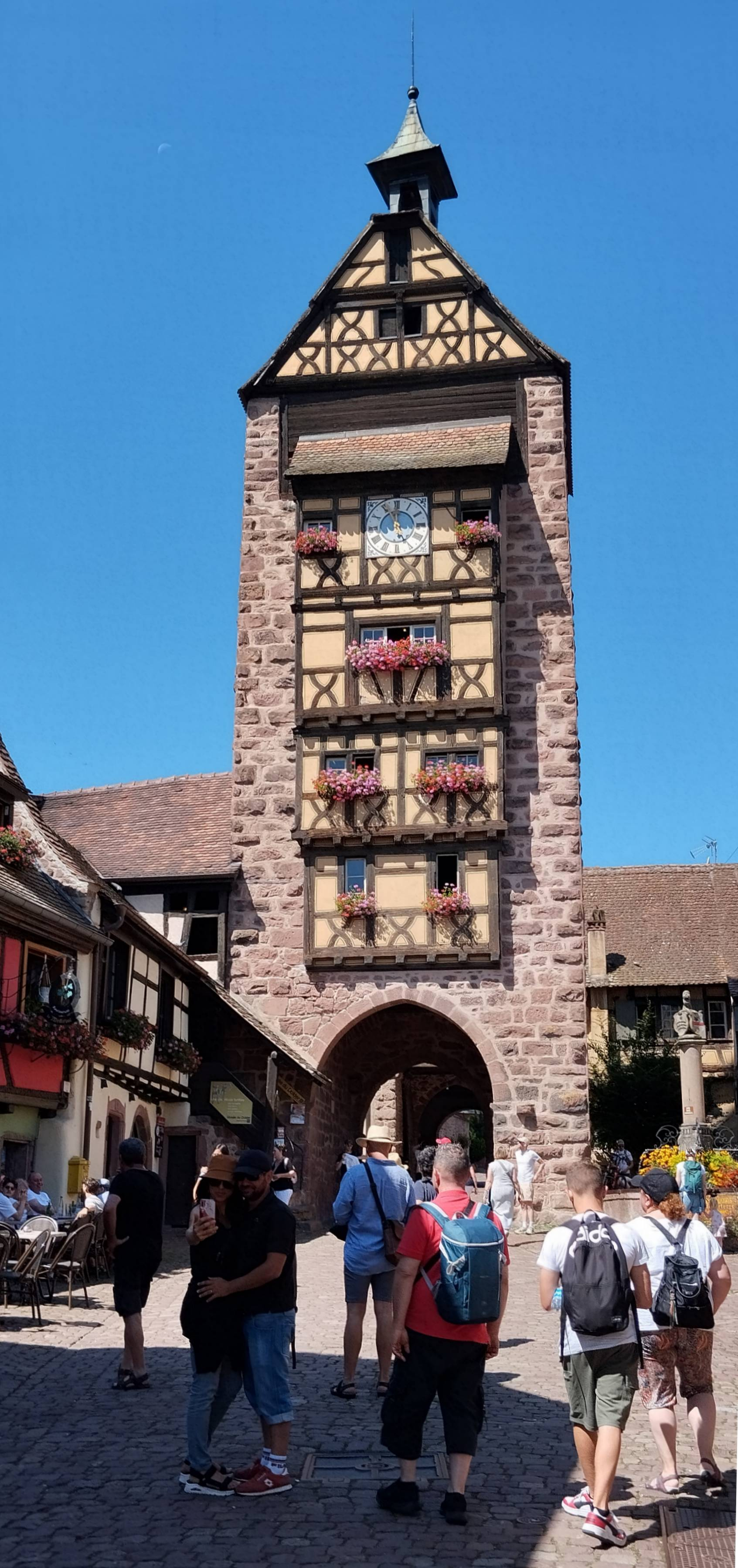
Dolder vedere de pe rue du Général-de-Gaulle.
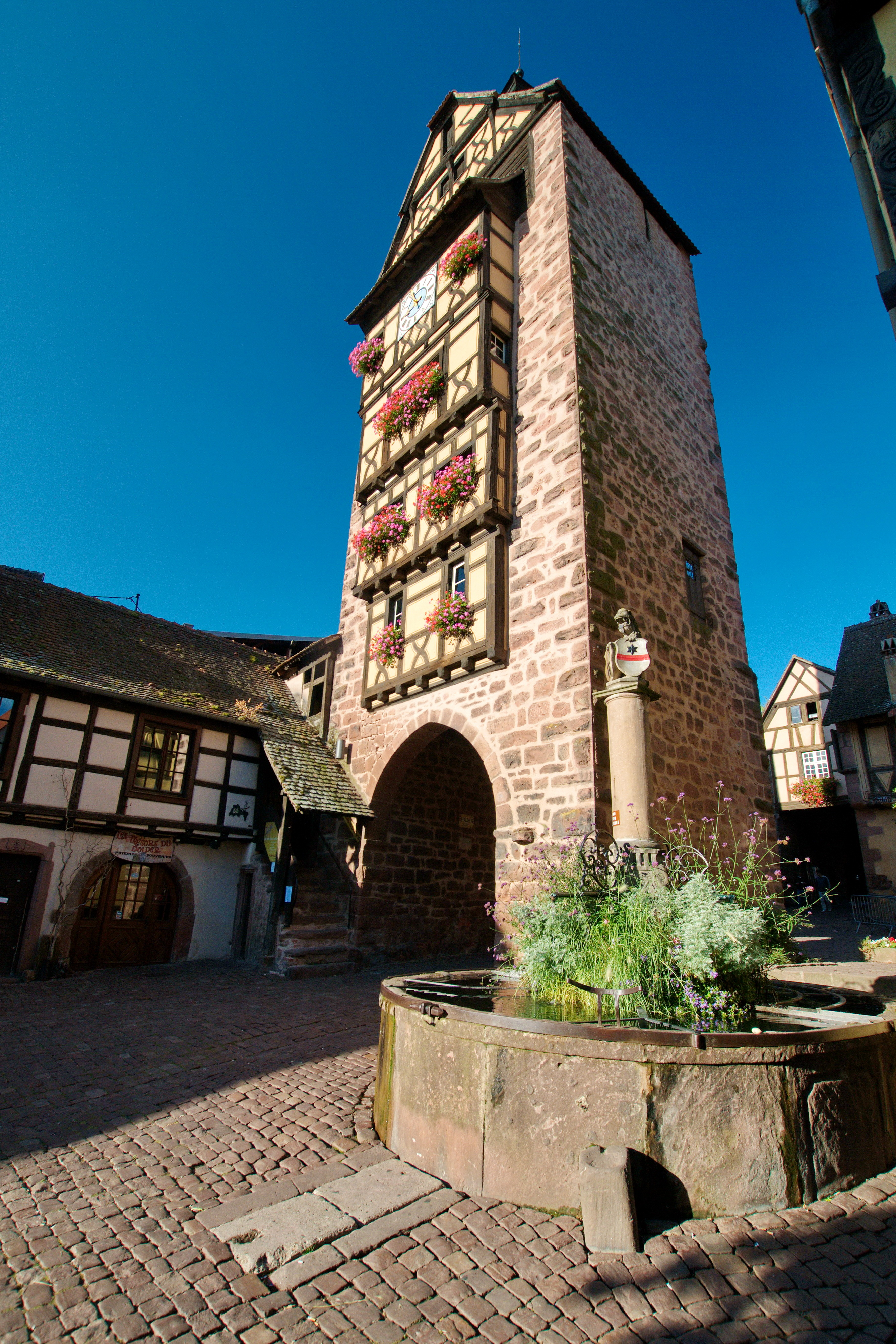
Dolder și fântâna Sinne
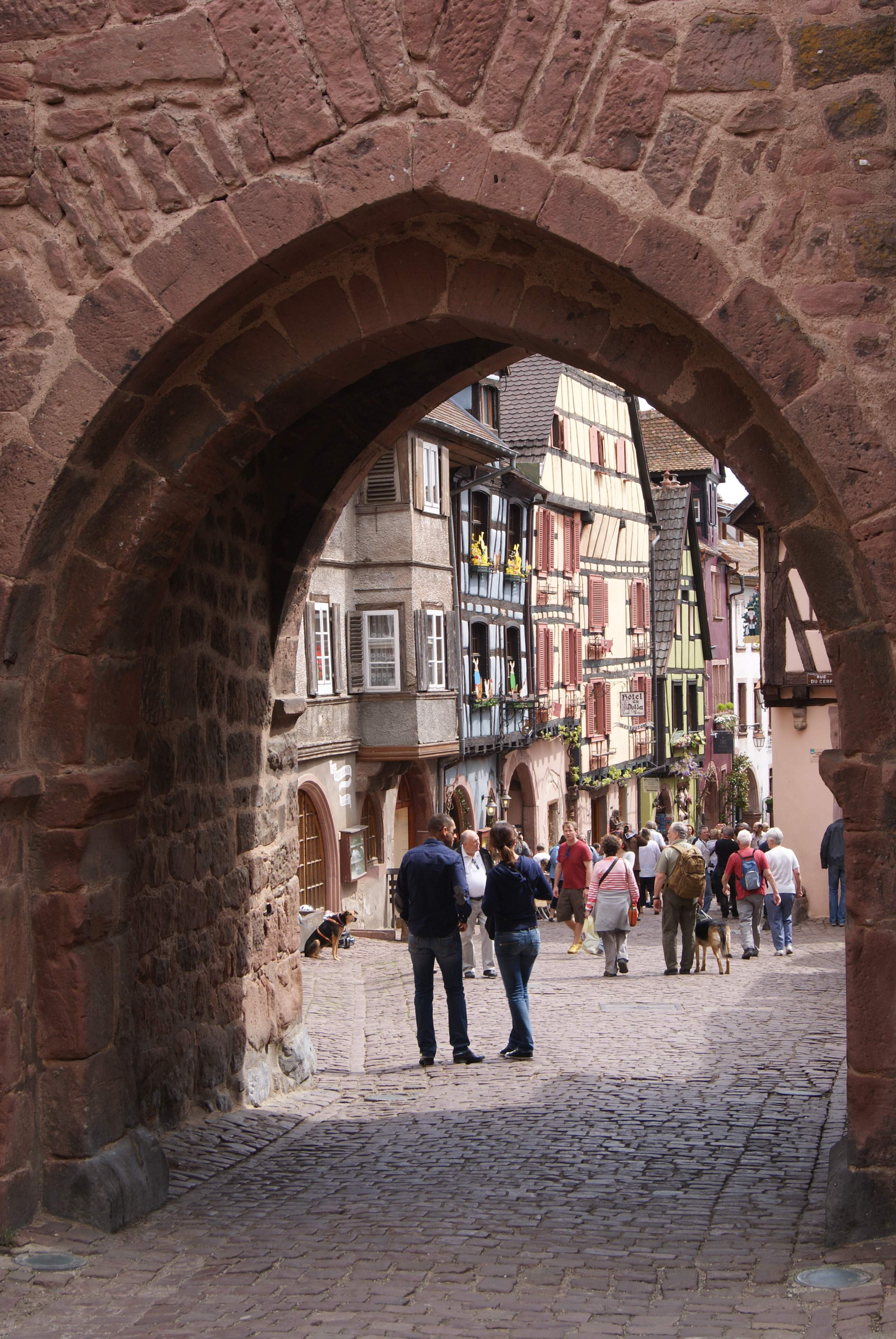
Poarta Dolder.
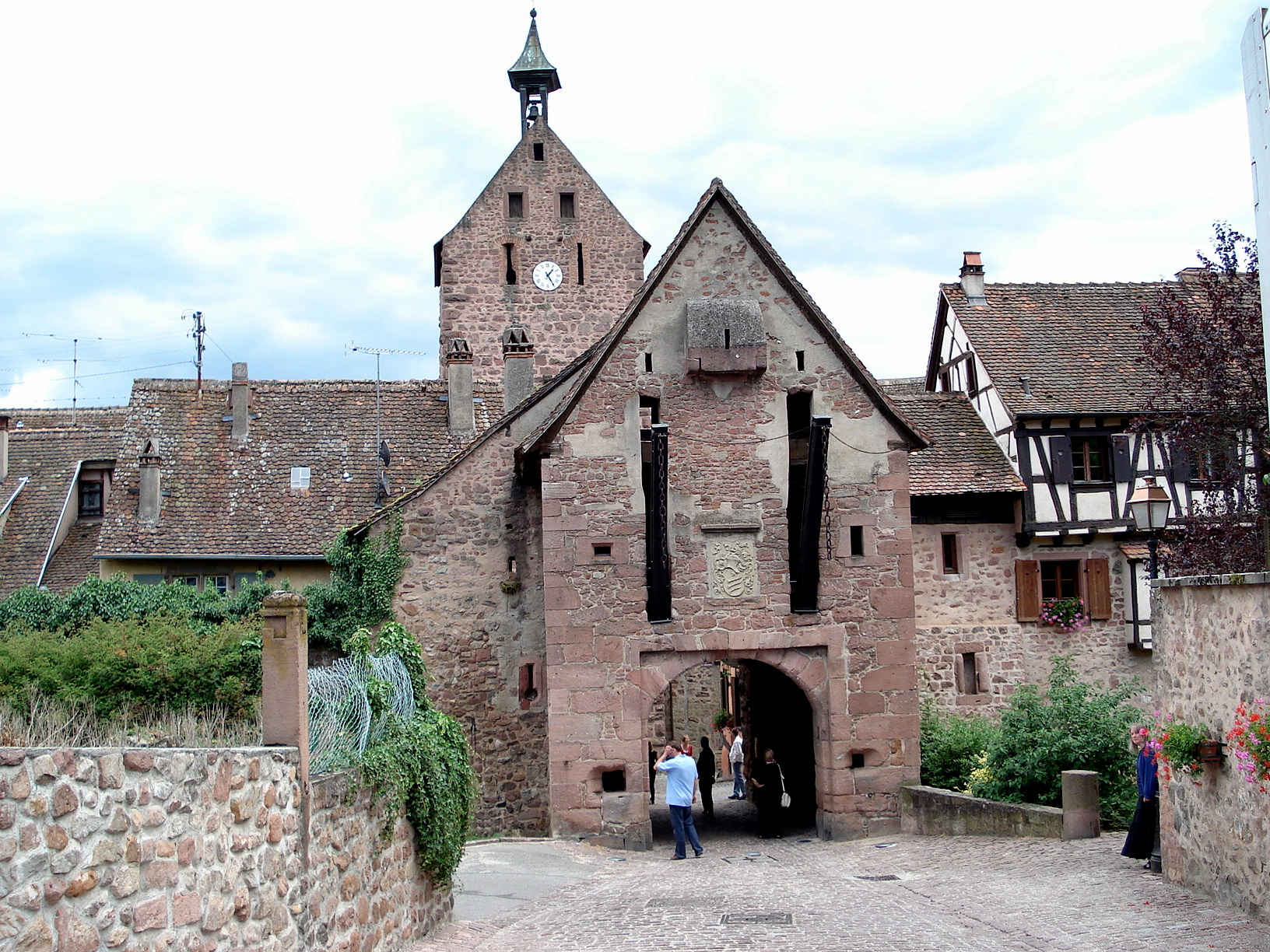
Porte Haute.
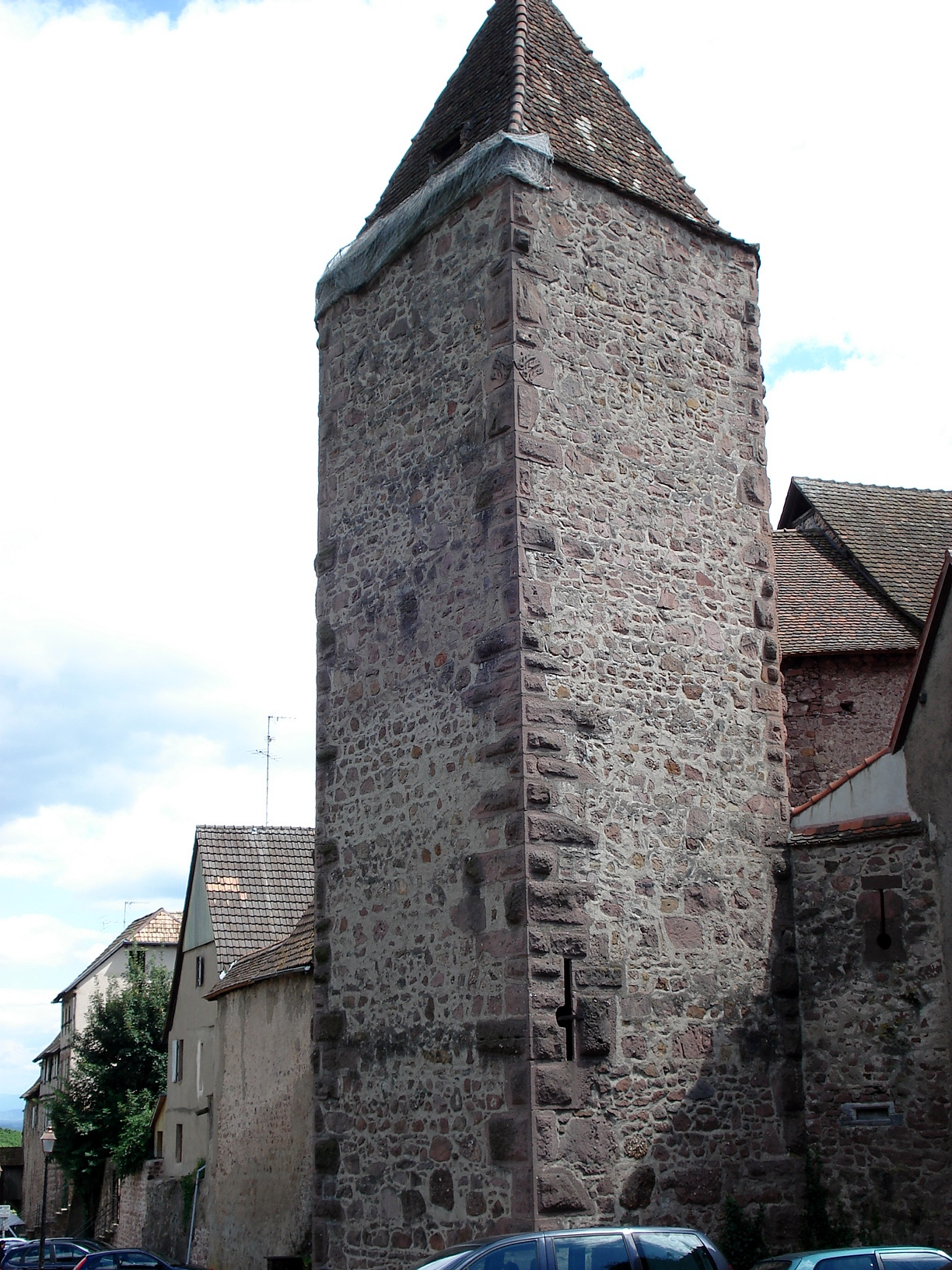
Turnul Hoților.

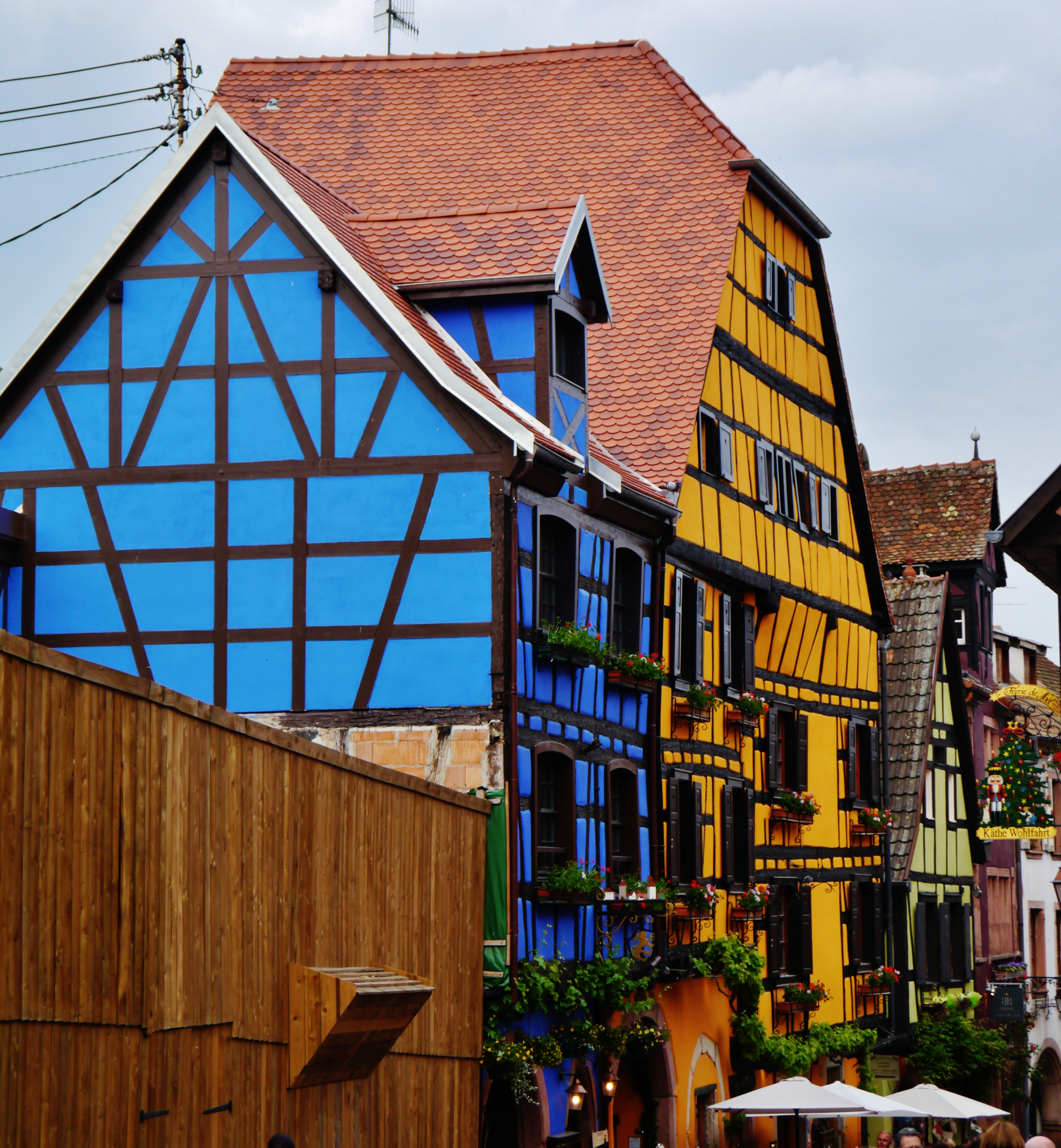
Riquewihr, orașul vechi
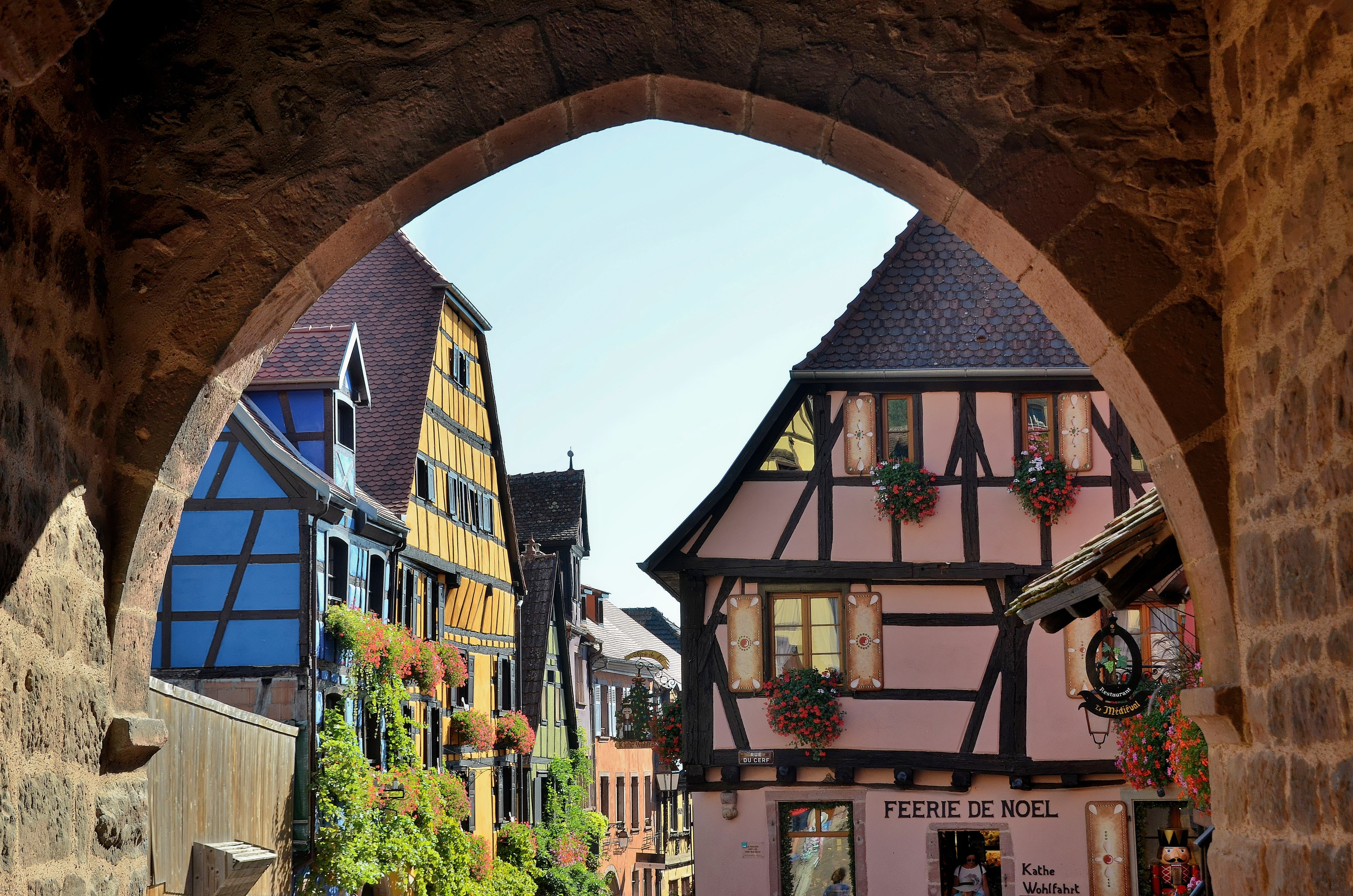
Sub cupola Dolderului
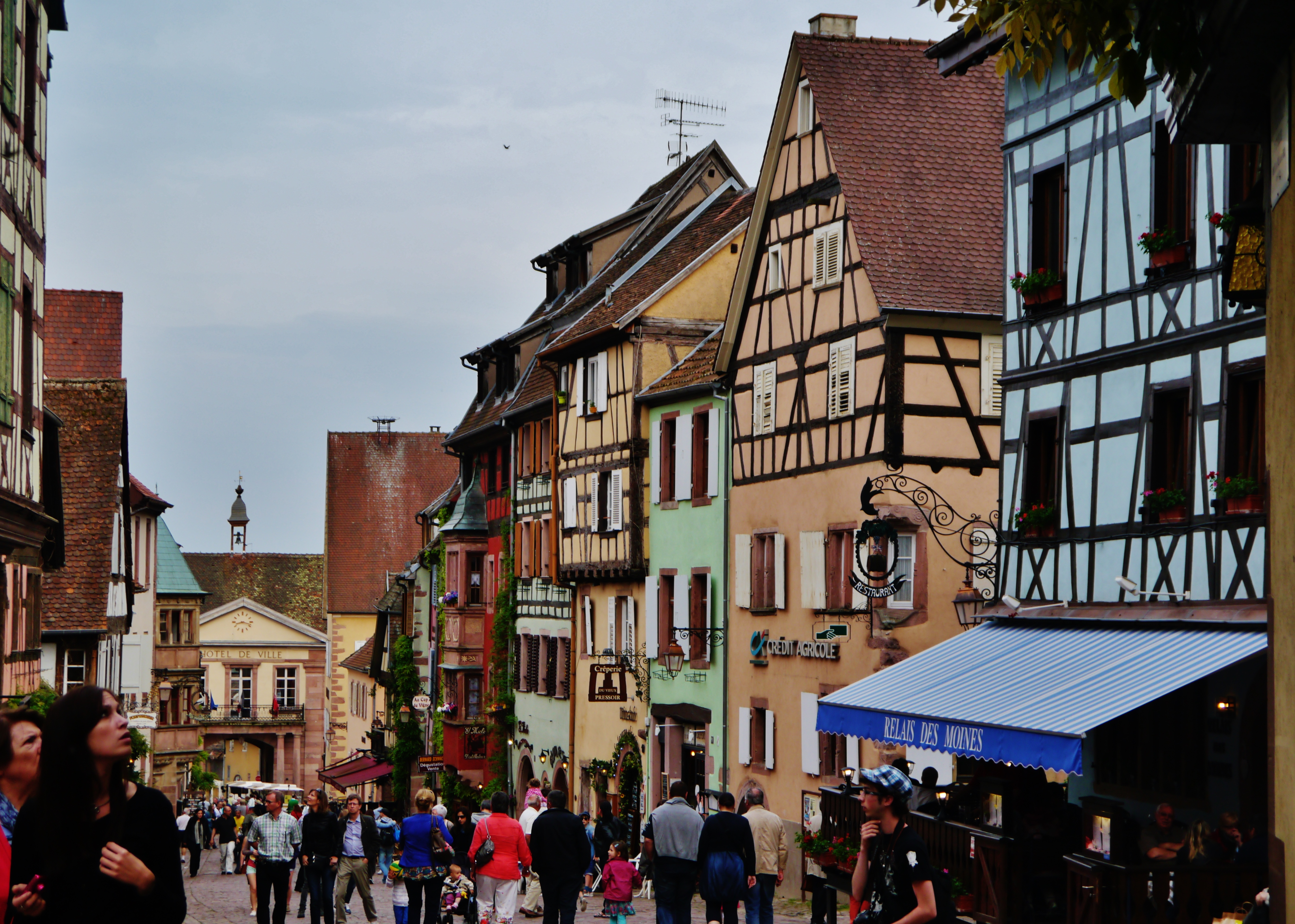
Vedere spre Primărie